# Ligamento amarillo
Los ligamentos amarillos son ligamentos que unen las vértebras de la columna por su cara posterior.
Están colocados por pares, como las láminas. Son robustos, muy elásticos en sumo grado y tienen forma cuadrilonga. Están colocados entre las vértebras como las tejas de un tejado; su anchura y altura en cierto modo son proporcionales a las de las láminas; puede decirse que la anchura es mayor en la región cervical y la altura es superior en la región lumbar.
En virtud de su figura, ofrecen dos caras y cuatro bordes. La cara anterior corresponde a la duramadre raquidiana, de la que se halla separada por un tejido débil. La cara posterior corresponde a las láminas de las vértebras y a los músculos profundos de la columna. Mucho varía la posición de esta cara según los movimientos de la columna vertebral; cuando la columna se dobla fuertemente hacia delante, como las láminas se separan unas de otras, aparece esta cara posterior en mucha mayor extensión pudiendo suceder entonces que un instrumento afilado penetrara en el conducto raquídeo sin tocar las láminas. Por el contrario, en la extensión forzada las láminas se aproximan, disminuyendo tanto las hendiduras intermedias que apenas es perceptible la cara posterior de los ligamentos.

## Anatomía
- El borde superior es algo rectilíneo en la región cervical, algo cóncavo en la dorsal y algo convexo en la lumbar. Se inserta en la cara anterior cerca de la parte inferior de las láminas que están encima.
- El borde inferior se inserta en el borde superior de las láminas que están debajo y suele presentarse algo convexo.
- El borde externo es corto y corresponde a la parte interna o anterior o externa de las articulaciones que forman las apófisis articulares, completando en estos sitios el ligamento capsular de tales articulaciones.
- El borde interno corresponde a la línea media, entre cada par de ligamentos queda un pequeño intersticio lleno de tejido débil.

## Mecanismo
Cuando la columna vertebral se dobla hacia delante o hacia los laterales, ceden estos ligamentos, pero cuando la columna se endereza, se activa la elasticidad de estos ligamentos convirtiéndose en poderosos agentes que favorecen dicho movimiento.